# Stipula

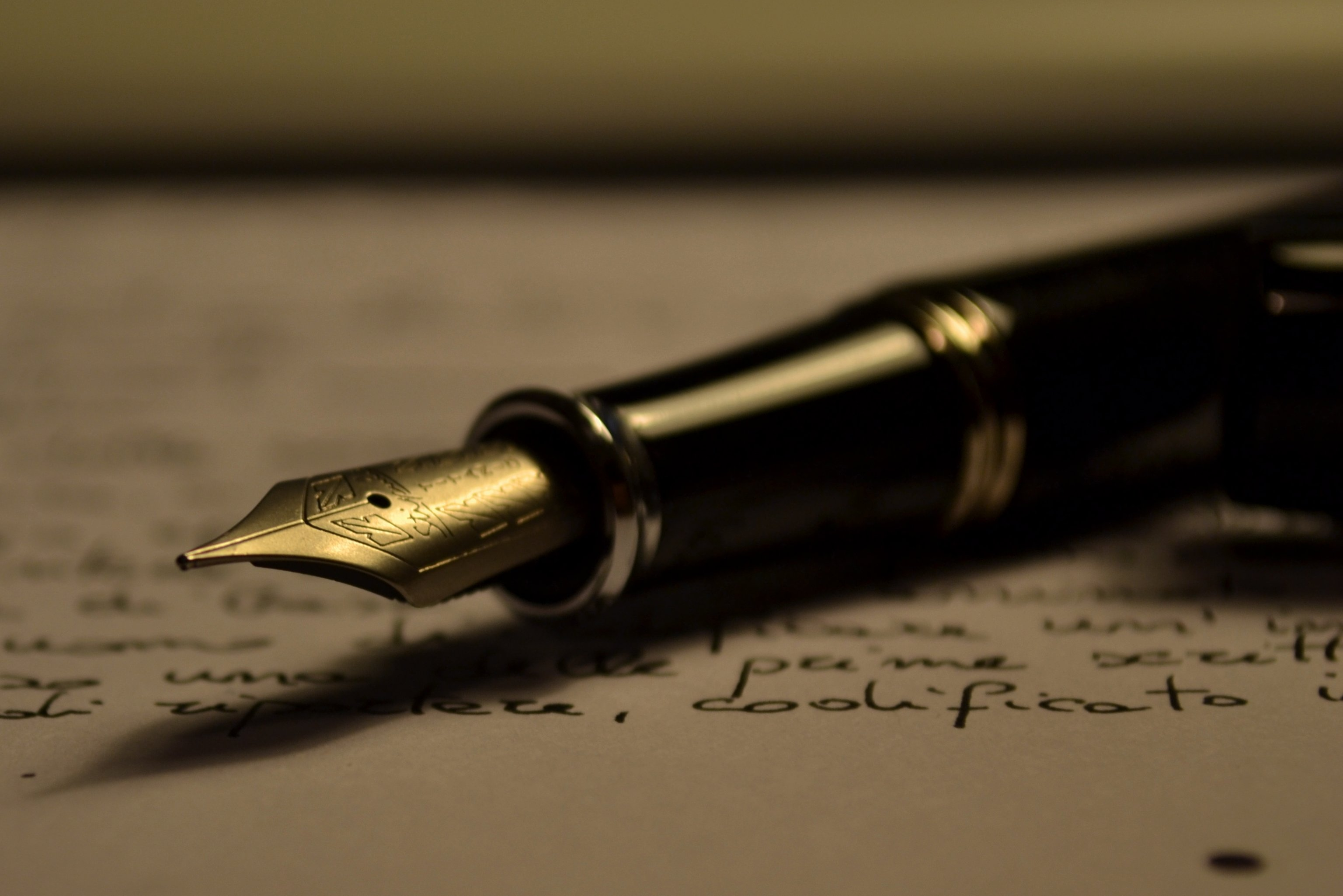
Pióro wieczne Stipula

Stipula (z łac. stipŭla „łodyga, źdźbło”) – marka przyborów piśmienniczych produkowanych przez włoską firmę Idea Prima. W 1973 Renzo Salvadori założył firmę jako przedsiębiorstwo rodzinne.
Firma w 1982 zaczęła produkować pióra wieczne i długopisy, początkowo dla innych marek, jednak na początku 1991 roku, pod własną nazwą nowo zarejestrowanej marki Stipula. Wszystkie etapy produkcji od projektu po montaż odbywają się we Florencji. W produkcji firma używa odrestaurowanego wyposażenia, które przez wiele lat służyło bolońskiej firmie Globus, zamkniętej w latach sześćdziesiątych XX wieku. 
Firma słynie z dokładności w doborze materiałów i estetycznej elegancji swoich produktów. Elementy piór są wytwarzane ręcznie przy użyciu technik z pierwszych dziesięcioleci XX wieku. 